# Anomala proctolasia
Anomala proctolasia är en skalbaggsart som beskrevs av Ohaus 1910. Anomala proctolasia ingår i släktet Anomala och familjen Rutelidae. Inga underarter finns listade i Catalogue of Life.